# Guzmania bismarckii
Guzmania bismarckii, conocida como bromelia cola de tigre, es una especie de planta de la familia Bromeliaceae endémica de Perú y distribuida en las regiones de Amazonas, Loreto, Junín y San Martín.

## Taxonomía
Guzmania bismarckii fue descrita por primera vez por el botánico alemán Werner Rauh y publicada en Tropische und subtropische Pflanzenwelt 50 (15): 19–22 en 1984.

## Estado de conservación
G. bismarckii está considerada una especie en peligro crítico de extinción en la Lista Roja de la Unión Internacional para la Conservación de la Naturaleza de acuerdo a la evaluación del 25 de marzo de 2009.